# Università di Sakarya
L'università di Sakarya (turco: Sakarya Üniversitesi) è una università situata nella città di Adapazarı, capoluogo della provincia di Sakarya, in Turchia. Fondata nel 1970, è una delle università più popolari della Turchia e il grande numero di studenti (circa 40.000) influisce sulla vita della città.

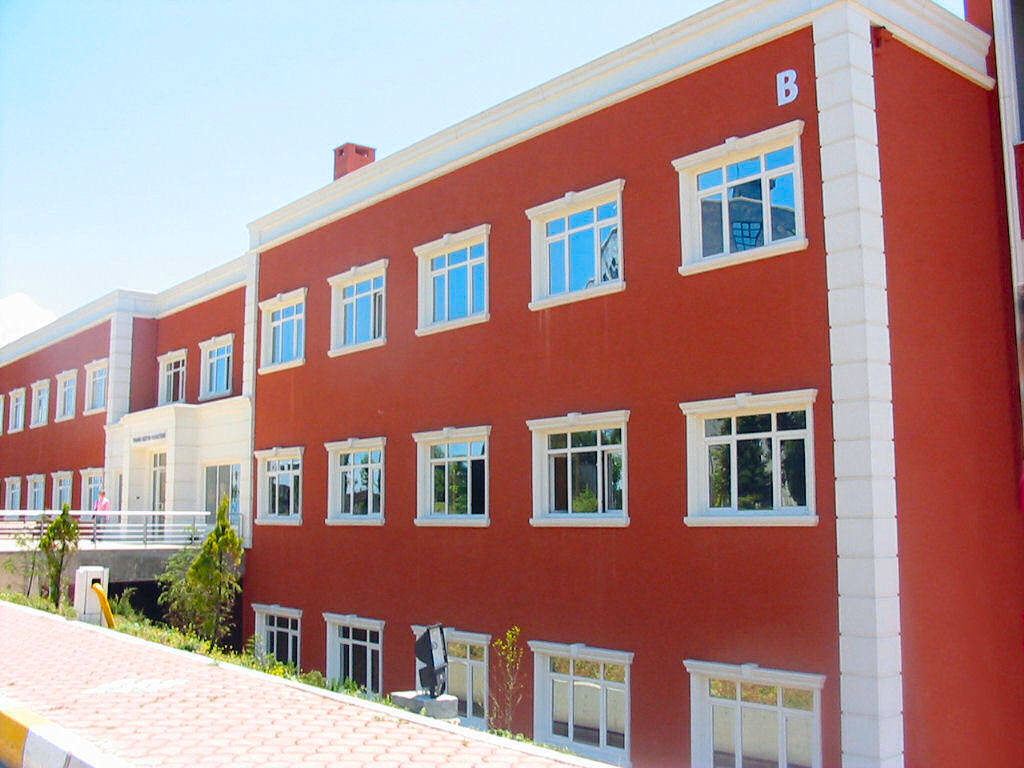
Facoltà
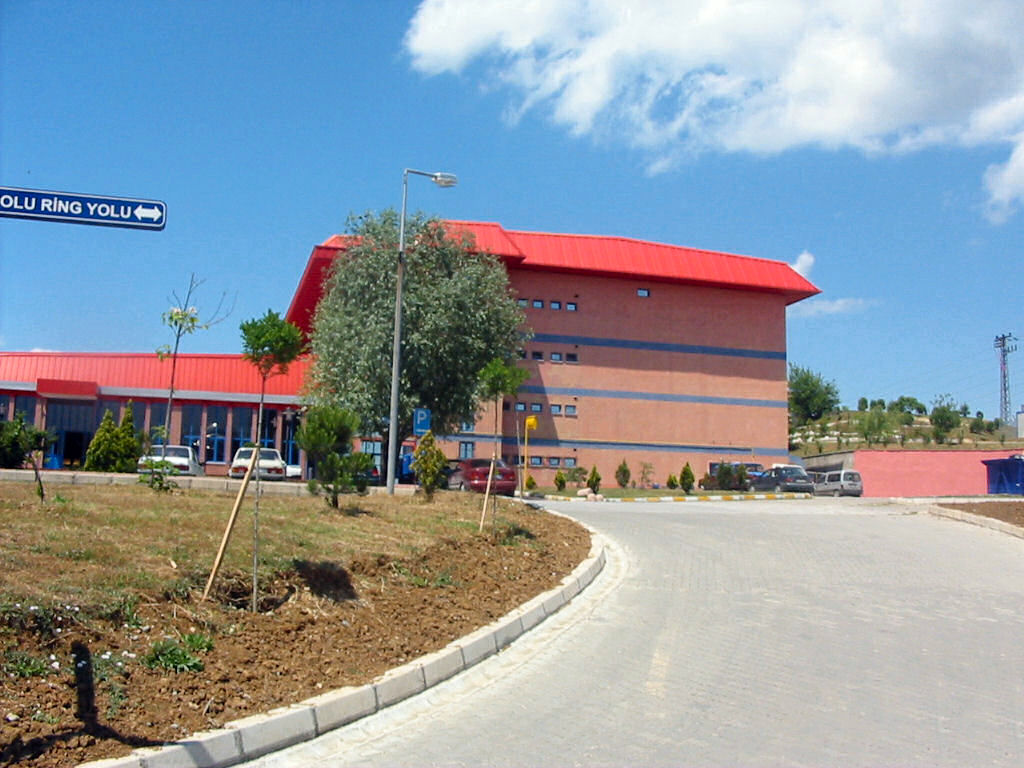
Cafeteria
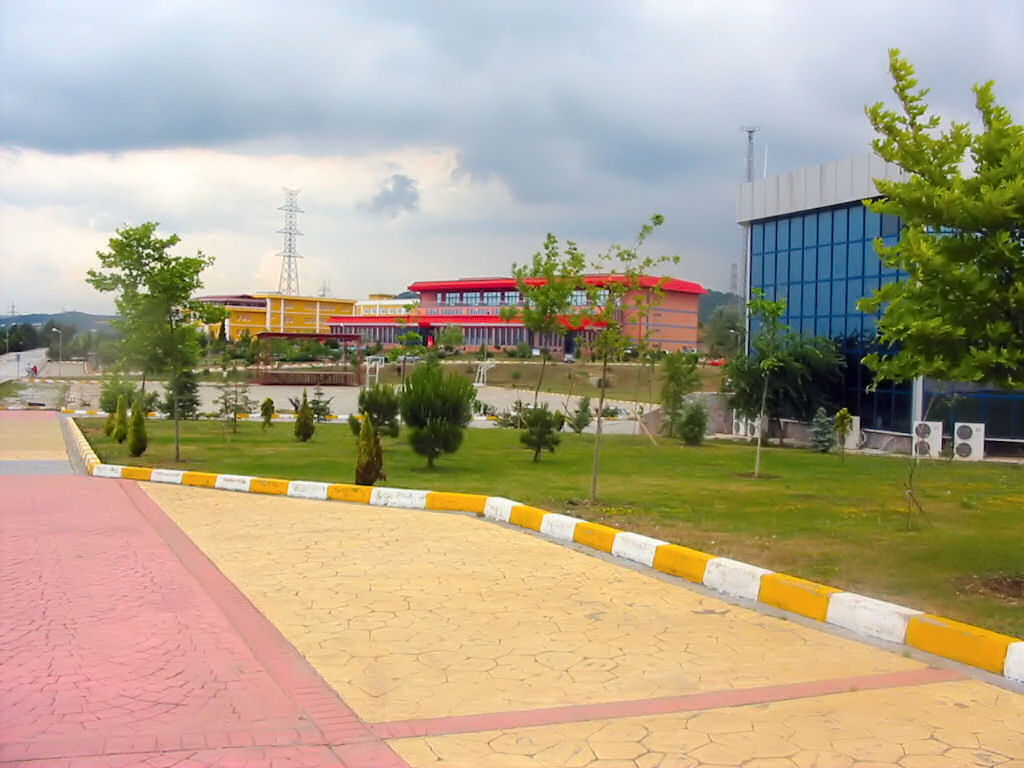
Campus
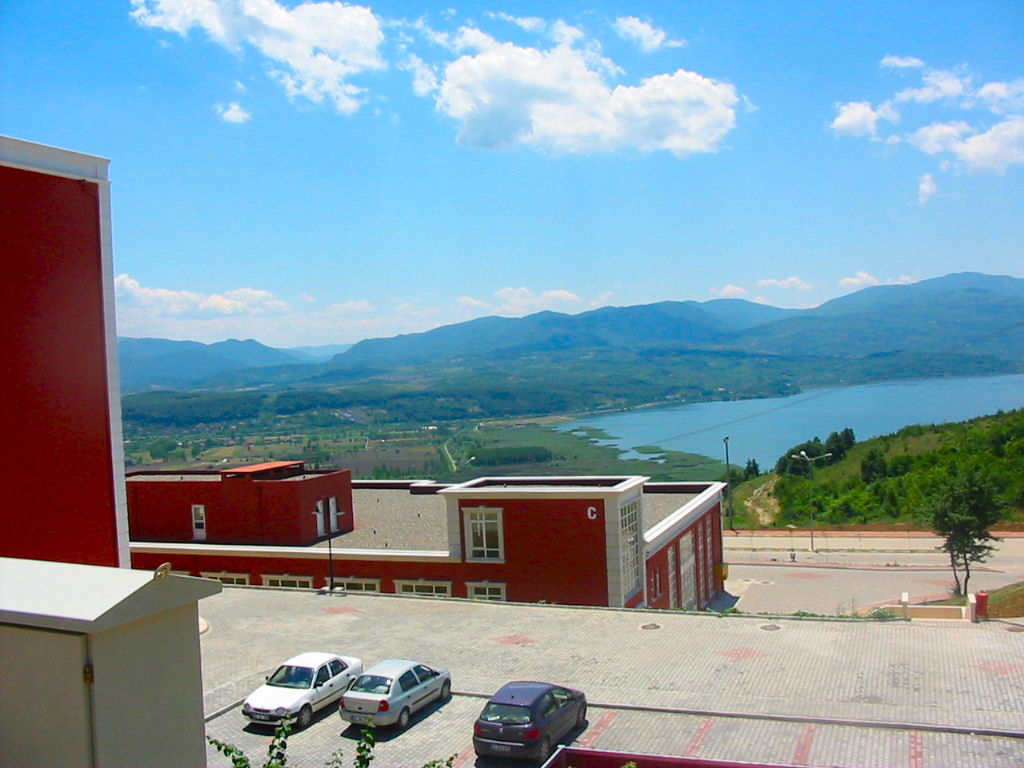
Lago